# Senesino
Senesino (Francesco Bernardi) (ur. 31 października 1686, zm. 27 listopada 1758) – włoski kastrat o głosie altowym. Współpracował z kompozytorem Georgiem Friedrichem Händlem.
Był synem fryzjera ze Sieny. Wstąpił do chóru katedralnego w 1695. Zabiegowi kastracji został prawdopodobnie poddany w wieku 13 lat. Jego debiut sceniczny w Wenecji miał miejsce w 1707. Podczas następnej dekady zyskał ogromną popularność w całej Europie, otrzymując ogromne wynagrodzenia.

## Senesino i Händel
Na skutek konfliktu, w jaki Senesino popadł z nadwornym kompozytorem, Heinichenem, w 1720, został zwolniony i zaangażowany przez Händla jako primo uomo w jego zespole, the Royal Academy of Music. Jego pierwszy występ z tym zespołem miał miejsce 28 grudnia w operze "Radamisto". Jego pensja była wręcz niewyobrażalnie wysoka (2000 funtów i 3000 gwinei). Sensino pozostał w Londynie jeszcze przez 16 od pierwszej wspólnej premiery. Przyjaźnił się z londyńską socjetą, między innymi z księciem Chandos, lordem Burlingtonem oraz z malarzem Williamem Kentem. Zajmował się kolekcjonerstwem - zgromadził kolekcję rzadkich obrazów, książek, przyrządów naukowych i innych cennych przedmiotów, włączając w to srebra sławnego Paula de Lamerie.
Podczas kreowania siedemnastu ról w operach Händla (m.in. w Giulio Cesare, Orlando, Rodelinda), jego relacje z kompozytorem gwałtownie się zmieniały. Po rozpadzie Royal Academy w 1728, Senesino śpiewał w Paryżu (1728) i w Wenecji (1729). W 1730 został ponownie zaangażowany przez Händla - zaśpiewał wówczas w jego nowych operach i oratoriach (Esther, Deborah oraz w dwujęzycznej wersji "Acisa i Galatei"). Jego niechęć wobec Händla stała się wielka, gdy w 1733 dołączył do konkurencyjnego zespołu operowego. Występował równolegle z innym słynnym kastratem - Farinellim, a ich spotkanie na scenie (w pasticcio Artaserse) jest znanym incydentem odnotowanym przez historyków.

## Powrót do Włoch i wycofywanie się z występów publicznych
Senesino opuślił Anglię w 1736 i wystąpił w kilku przedstawieniach we Włoszech. Śpiewał we Florencji w latach 1737–1739 i w Neapolu (do 1740), gdzie dał swój ostatni występ w operze Porpory Il trionfo di Camilla w Teatro San Carlo. W tym czasie jego śpiew wydawał się publiczności staroświecki. Powrócił do miasta swojego urodzenia, zbudował willę, którą urządził w sposób angielski, jako służących zatrudnił czarnych niewolników, sprowadził małpę i papugę. Kultywował także angielskie obyczaje - między innymi namiętnie pijał herbatę.